# Championnat du monde de motocross 1999
Navigation
Édition précédente Édition suivante

## Grands Prix de la saison 1999

### 125 cm3
| Manche | Date            | Grand Prix                    | Lieu              | 1ère manche      | 2ème manche      | Vainqueur du Grand Prix |
| ------ | --------------- | ----------------------------- | ----------------- | ---------------- | ---------------- | ----------------------- |
| 1      | 14 mars 1999    | Grand Prix de France          | Verneuil sur Avre | Alessio Chiodi   | Alessio Chiodi   | Alessio Chiodi          |
| 2      | 28 mars 1999    | Grand Prix d'Italie           | Cingoli           | Claudio Federici | Alessio Chiodi   | Alessio Chiodi          |
| 3      | 11 avril 1999   | Grand Prix du Brésil          | Indaiatuba        | Claudio Federici | Alessio Chiodi   | Alessio Chiodi          |
| 4      | 2 mai 1999      | Grand Prix d'Espagne          | Bellpuig          | Alessio Chiodi   | Alessio Chiodi   | Alessio Chiodi          |
| 5      | 16 mai 1999     | Grand Prix des Pays-Bas       | Mill              | Steve Ramon      | Mike Brown       | Alessio Chiodi          |
| 6      | 30 mai 1999     | Grand Prix de Grande-Bretagne | Foxhill           | Claudio Federici | Claudio Federici | Claudio Federici        |
| 7      | 13 juin 1999    | Grand Prix du Portugal        | Agueda            | Alessio Chiodi   | Alessio Chiodi   | Alessio Chiodi          |
| 8      | 11 juillet 1999 | Grand Prix d'Autriche         | Launsdorf         | Alessio Chiodi   | Claudio Federici | Alessio Chiodi          |
| 9      | 18 juillet 1999 | Grand Prix de Slovénie        | Orehova Vas       | Claudio Federici | Claudio Federici | Claudio Federici        |
| 10     | 8 août 1999     | Grand Prix de Suisse          | Roggenburg        | Alessio Chiodi   | Claudio Federici | Alessio Chiodi          |
| 11     | 22 août 1999    | Grand Prix d'Allemagne        | Bielstein         | Grant Langston   | Grant Langston   | Grant Langston          |
| 12     | 29 août 1999    | Grand Prix de Croatie         | Mladina           | Claudio Federici | Claudio Federici | Claudio Federici        |

### 250 cm3
| Manche | Date              | Grand Prix                       | Lieu                                          | 1ère manche      | 2ème manche      | Vainqueur du Grand Prix |
| ------ | ----------------- | -------------------------------- | --------------------------------------------- | ---------------- | ---------------- | ----------------------- |
| 1      | 21 mars 1999      | Grand Prix d'Espagne             | Talavera de la Reina                          | Frédéric Bolley  | Frédéric Bolley  | Frédéric Bolley         |
| 2      | 28 mars 1999      | Grand Prix de Grèce              | Mégalopolis                                   | Pit Beirer       | David Vuillemin  | David Vuillemin         |
| 3      | 11 avril 1999     | Grand Prix des Pays-Bas          | Valkenswaard                                  | Pit Beirer       | Marnicq Bervoets | Marnicq Bervoets        |
| 4      | 18 avril 1999     | Grand Prix de France             | Circuit Raymond Demy Ernée                    | Mickaël Maschio  | Marnicq Bervoets | Marnicq Bervoets        |
| 5      | 2 mai 1999        | Grand Prix du Venezuela          | Maracay                                       | Pit Beirer       | Frédéric Bolley  | Frédéric Bolley         |
| 6      | 16 mai 1999       | Grand Prix du Brésil             | Belo Horizonte                                | Marnicq Bervoets | Marnicq Bervoets | Marnicq Bervoets        |
| 7      | 30 mai 1999       | Grand Prix de Grande-Bretagne    | Foxhill                                       | Remy Van Rees    | David Vuillemin  | Remy Van Rees           |
| 8      | 13 juin 1999      | Grand Prix d'Italie              | Maggiora                                      | Pit Beirer       | David Vuillemin  | Pit Beirer              |
| 9      | 20 juin 1999      | Grand Prix de France             | Circuit du Puy de Poursay Saint-Jean-d'Angély | David Vuillemin  | Pit Beirer       | David Vuillemin         |
| 10     | 27 juin 1999      | Grand Prix de Belgique           | Kester                                        | Frédéric Bolley  | Frédéric Bolley  | Frédéric Bolley         |
| 11     | 11 juillet 1999   | Grand Prix de République Tchèque | Jinin                                         | David Vuillemin  | Frédéric Bolley  | Frédéric Bolley         |
| 12     | 1er août 1999     | Grand Prix de Pologne            | Gdynia                                        | Pit Beirer       | Frédéric Bolley  | Pit Beirer              |
| 13     | 8 août 1999       | Grand Prix du Luxembourg         | Folkendange                                   | David Vuillemin  | Pit Beirer       | Frédéric Bolley         |
| 14     | 22 août 1999      | Grand Prix de Belgique           | Nismes                                        | Frédéric Bolley  | Frédéric Bolley  | Frédéric Bolley         |
| 15     | 29 août 1999      | Grand Prix d'Allemagne           | Gaildorf                                      | Frédéric Bolley  | Stefan Everts    | Stefan Everts           |
| 16     | 12 septembre 1999 | Grand Prix des États-Unis        | Budds Creek                                   | Stefan Everts    | Kevin Windham    | Kevin Windham           |

### 500 cm3
| Manche | Date             | Grand Prix                       | Lieu                 | 1ère manche       | 2ème manche      | Vainqueur du Grand Prix |
| ------ | ---------------- | -------------------------------- | -------------------- | ----------------- | ---------------- | ----------------------- |
| 1      | 11 avril 1999    | Grand Prix de France             | Castelnau-de-Levis   | Alessandro Puzar  | Yves Demaria     | Yves Demaria            |
| 2      | 18 avril 1999    | Grand Prix d'Espagne             | Osuna                | Trampas Parker    | Joël Smets       | Joël Smets              |
| 3      | 2 mai 1999       | Grand Prix d'Autriche            | Schwanenstadt        | Andrea Bartolini  | Shayne King      | Andrea Bartolini        |
| 4      | 16 mai 1999      | Grand Prix d'Italie              | Castiglione Del Lago | Peter Johansson   | Andrea Bartolini | Peter Johansson         |
| 5      | 30 mai 1999      | Grand Prix de République Tchèque | Loket                | Andrea Bartolini  | Yves Demaria     | Andrea Bartolini        |
| 6      | 13 juin 1999     | Grand Prix d'Allemagne           | Teutschenthal        | Peter Johansson   | Joël Smets       | Peter Johansson         |
| 7      | 11 juillet 1999  | Grand Prix de Grande-Bretagne    | Hawkstone Park       | Peter Johansson   | Peter Johansson  | Peter Johansson         |
| 8      | 18 juillet 1999  | Grand Prix de Slovaquie          | Lucenec              | Joël Smets        | Yves Demaria     | Joël Smets              |
| 9      | 1er août 1999    | Grand Prix de Belgique           | Namur                | Peter Johansson   | Shayne King      | Peter Johansson         |
| 10     | 8 août 1999      | Grand Prix du Luxembourg         | Folkendange          | Andrea Bartolini  | Andrea Bartolini | Andrea Bartolini        |
| 11     | 22 août 1999     | Grand Prix de Suède              | Uddevalla            | Joël Smets        | Andrea Bartolini | Joël Smets              |
| 12     | 29 août 1999     | Grand Prix de Finlande           | Kouvola              | Miska Aaltonen    | Andrea Bartolini | Andrea Bartolini        |
| 13     | 5 septembre 1999 | Grand Prix des Pays-Bas          | Lierop               | Willie Van Wessel | Joël Smets       | Joël Smets              |

## Classement du Championnat du Monde 125 cm3
| Clas. | Pilote             | Pays            | Constructeur | Nombre de points | Nombre de victoires de GP | Nombre de podiums de GP | Nombre de victoires de manches |
| ----- | ------------------ | --------------- | ------------ | ---------------- | ------------------------- | ----------------------- | ------------------------------ |
| 1     | Alessio Chiodi     | Italie          | Husqvarna    | 401              | 8                         | 10                      | 10                             |
| 2     | Claudio Federici   | Italie          | Yamaha       | 383              | 3                         | 8                       | 10                             |
| 3     | Mike Brown         | États-Unis      | Honda        | 264              |                           | 6                       | 1                              |
| 4     | Thomas Traversini  | Italie          | Husqvarna    | 208              |                           | 1                       |                                |
| 5     | James Dobb         | Grande-Bretagne | Suzuki       | 196              |                           | 3                       |                                |
| 6     | Steve Ramon        | Belgique        | Kawasaki     | 176              |                           | 1                       | 1                              |
| 7     | Patrick Caps       | Belgique        | Honda        | 166              |                           | 1                       |                                |
| 8     | Jeff Dement        | États-Unis      | Yamaha       | 156              |                           | 1                       |                                |
| 9     | Luigi Seguy        | France          | Honda        | 116              |                           |                         |                                |
| 10    | Grant Langston     | Afrique du Sud  | KTM          | 113              | 1                         | 2                       | 2                              |
| 11    | Carl Nunn          | Grande-Bretagne | Yamaha       | 107              |                           | 1                       |                                |
| 12    | Erik Camerlengo    | Italie          | Yamaha       | 98               |                           | 1                       |                                |
| 13    | Erik Eggens        | Pays-Bas        | Yamaha       | 90               |                           | 1                       |                                |
| 14    | Luca Cherubini     | Italie          | Yamaha       | 90               |                           |                         |                                |
| 15    | Johnny Aubert      | France          | Husqvarna    | 73               |                           |                         |                                |
| 16    | Matthieu Lalloz    | France          | Yamaha       | 54               |                           |                         |                                |
| 17    | Jaimy Scevenels    | Belgique        | KTM          | 52               |                           |                         |                                |
| 18    | Cédric Melotte     | Belgique        | Kawasaki     | 47               |                           |                         |                                |
| 19    | Kenneth Gundersen  | Norvège         | Yamaha       | 47               |                           |                         |                                |
| 20    | Nicolas Charlier   | France          | Kawasaki     | 37               |                           |                         |                                |
| 21    | Ivan Lazzarini     | Italie          | TM           | 31               |                           |                         |                                |
| 22    | Christian Ravaglia | Italie          | TM           | 28               |                           |                         |                                |
| 23    | Paul Malin         | Grande-Bretagne | Yamaha       | 27               |                           |                         |                                |
| 24    | Jonny Lindhe       | Suède           | Suzuki       | 23               |                           |                         |                                |
| 25    | Petri Jarvela      | Suède           | Yamaha       | 20               |                           |                         |                                |
| 26    | Enrico Oddenino    | Italie          | KTM          | 18               |                           |                         |                                |
| 27    | Robert Jonas       | Autriche        | KTM          | 12               |                           |                         |                                |
| 28    | Davy Goovaerts     | Belgique        | Yamaha       | 11               |                           |                         |                                |
| 29    | Rodrig Thain       | France          | KTM          | 10               |                           |                         |                                |
| 30    | Sebastjan Kern     | Slovénie        | Yamaha       | 10               |                           |                         |                                |

## Classement du Championnat du Monde 250 cm3
| Clas. | Pilote               | Pays             | Constructeur | Nombre de points | Nombre de victoires de GP | Nombre de podiums de GP | Nombre de victoires de manches |
| ----- | -------------------- | ---------------- | ------------ | ---------------- | ------------------------- | ----------------------- | ------------------------------ |
| 1     | Frédéric Bolley      | France           | Honda        | 442              | 6                         | 11                      | 10                             |
| 2     | Pit Beirer           | Allemagne        | Kawasaki     | 424              | 2                         | 7                       | 7                              |
| 3     | David Vuillemin      | France           | Yamaha       | 379              | 2                         | 8                       | 6                              |
| 4     | Ryan Hugues          | États-Unis       | Honda        | 375              |                           | 6                       |                                |
| 5     | Marnicq Bervoets     | Belgique         | Kawasaki     | 278              | 3                         | 6                       | 4                              |
| 6     | Mickaël Maschio      | France           | Yamaha       | 265              |                           | 3                       | 1                              |
| 7     | Joshua Coppins       | Nouvelle-Zélande | Suzuki       | 257              |                           |                         |                                |
| 8     | Leon Giesbers        | Pays-Bas         | Suzuki       | 188              |                           |                         |                                |
| 9     | Remy Van Rees        | Pays-Bas         | Kawasaki     | 164              | 1                         | 1                       | 1                              |
| 10    | Alessandro Belometti | Italie           | Yamaha       | 124              |                           |                         |                                |
| 11    | Stefan Everts        | Belgique         | Honda        | 118              | 1                         | 2                       | 2                              |
| 12    | Mark Jones           | Grande-Bretagne  | Honda        | 108              |                           | 1                       |                                |
| 13    | Gordon Crockard      | Irlande          | Honda        | 104              |                           |                         |                                |
| 14    | Brian Jorgensen      | Danemark         | Suzuki       | 102              |                           |                         |                                |
| 15    | Mickaël Pichon       | France           | Suzuki       | 96               |                           | 1                       |                                |
| 16    | Mark Eastwood        | Grande-Bretagne  | Honda        | 82               |                           |                         |                                |
| 17    | Marko Kovalainen     | Finlande         | Honda        | 72               |                           |                         |                                |
| 18    | Paul Cooper          | Grande-Bretagne  | Husqvarna    | 68               |                           | 1                       |                                |
| 19    | Philippe Dupasquier  | Suisse           | Honda        | 62               |                           |                         |                                |
| 20    | Colin Dugmore        | Afrique du Sud   | Suzuki       | 51               |                           |                         |                                |
| 21    | Peter Iven           | Belgique         | Kawasaki     | 50               |                           |                         |                                |
| 22    | Justin Morris        | Grande-Bretagne  | TM           | 38               |                           |                         |                                |
| 23    | Kevin Windham        | États-Unis       | Honda        | 35               | 1                         | 1                       | 1                              |
| 24    | Thierry Bethys       | France           | Honda        | 33               |                           |                         |                                |
| 25    | Alessandro Zanni     | Italie           | Honda        | 29               |                           |                         |                                |
| 26    | Marcel Van Drunen    | Pays-Bas         | Yamaha       | 28               |                           |                         |                                |
| 27    | Greg Albertyn        | Afrique du Sud   | Suzuki       | 26               |                           |                         |                                |
| 28    | Jussi Vehvilainen    | Finlande         | Honda        | 26               |                           |                         |                                |
| 29    | Christian Stevanini  | Italie           | Kawasaki     | 22               |                           |                         |                                |
| 30    | Sébastien Tortelli   | France           | Honda        | 19               |                           |                         |                                |

## Classement du Championnat du Monde 500 cm3
| Clas. | Pilote                | Pays             | Constructeur | Nombre de points | Nombre de victoires de GP | Nombre de podiums de GP | Nombre de victoires de manches |
| ----- | --------------------- | ---------------- | ------------ | ---------------- | ------------------------- | ----------------------- | ------------------------------ |
| 1.    | Andrea Bartolini      | Italie           | Yamaha       | 367              | 4                         | 8                       | 7                              |
| 2.    | Peter Johansson       | Suède            | KTM          | 294              | 4                         | 6                       | 5                              |
| 3.    | Joël Smets            | Belgique         | Husaberg     | 276              | 4                         | 6                       | 5                              |
| 4.    | Yves Demaria          | France           | Husqvarna    | 219              | 1                         | 4                       | 3                              |
| 5.    | Shayne King           | Nouvelle-Zélande | KTM          | 209              |                           | 4                       | 2                              |
| 6.    | Miska Aaltonen        | Finlande         | Yamaha       | 204              |                           | 1                       | 1                              |
| 7.    | Francisco Garcia Vico | Espagne          | Yamaha       | 183              |                           | 1                       |                                |
| 8.    | Alessandro Puzar      | Italie           | Yamaha       | 173              |                           | 3                       | 1                              |
| 9.    | Willie Van Wessel     | Pays-Bas         | Husqvarna    | 157              |                           | 2                       | 1                              |
| 10.   | Jochen Jasinski       | Allemagne        | Honda        | 131              |                           | 2                       |                                |
| 11    | Christian Burnham     | Grande-Bretagne  | Honda        | 131              |                           |                         |                                |
| 12    | Trampas Parker        | États-Unis       | KTM          | 118              |                           | 1                       | 1                              |
| 13    | Erwin Machtlinger     | Autriche         | Honda        | 114              |                           |                         |                                |
| 14    | Robert Herring        | Grande-Bretagne  | Honda        | 109              |                           |                         |                                |
| 15    | Darryl King           | Nouvelle-Zélande | Husqvarna    | 99               |                           | 1                       |                                |
| 16    | Bernd Eckenbach       | Allemagne        | Husqvarna    | 75               |                           |                         |                                |
| 17    | Danny Theybers        | Belgique         | Husaberg     | 65               |                           |                         |                                |
| 18    | Massimo Bartolini     | Italie           | Honda        | 64               |                           |                         |                                |
| 19    | Avo Leok              | Estonie          | KTM          | 44               |                           |                         |                                |
| 20    | Johan Boonen          | Belgique         | Husqvarna    | 43               |                           |                         |                                |
| 21    | Joakim Karlsson       | Suède            | Honda        | 41               |                           |                         |                                |
| 22    | Rupert Walkner        | Autriche         | KTM          | 41               |                           |                         |                                |
| 23    | Gert-Jan Van Doorn    | Pays-Bas         | Vertemati    | 40               |                           |                         |                                |
| 24    | Siegfried Bauer       | Autriche         | KTM          | 32               |                           |                         |                                |
| 25    | James Marsh           | Grande-Bretagne  | KTM          | 31               |                           |                         |                                |
| 26    | Jonas Egdahl          | Suède            | Honda        | 23               |                           |                         |                                |
| 27    | Damien King           | Nouvelle-Zélande | KTM          | 20               |                           |                         |                                |
| 28    | Mats Andreasson       | Suède            | Honda        | 17               |                           |                         |                                |
| 29    | Andreas Dygd          | Suède            | Yamaha       | 16               |                           |                         |                                |
| 30    | Remy Van Rees         | Pays-Bas         | Kawasaki     | 16               |                           |                         |                                |